# Palais Mac Neven
Pour les articles homonymes, voir Neven.
Le Palais MacNeven (en tchèque Mac Nevenuv ou MacNevenovský palác), ou également maison Palacky, est situé dans la Nouvelle ville de Prague, non loin de la place Venceslas. Il est protégé en tant que monument culturel de la République tchèque.

## Histoire du palais

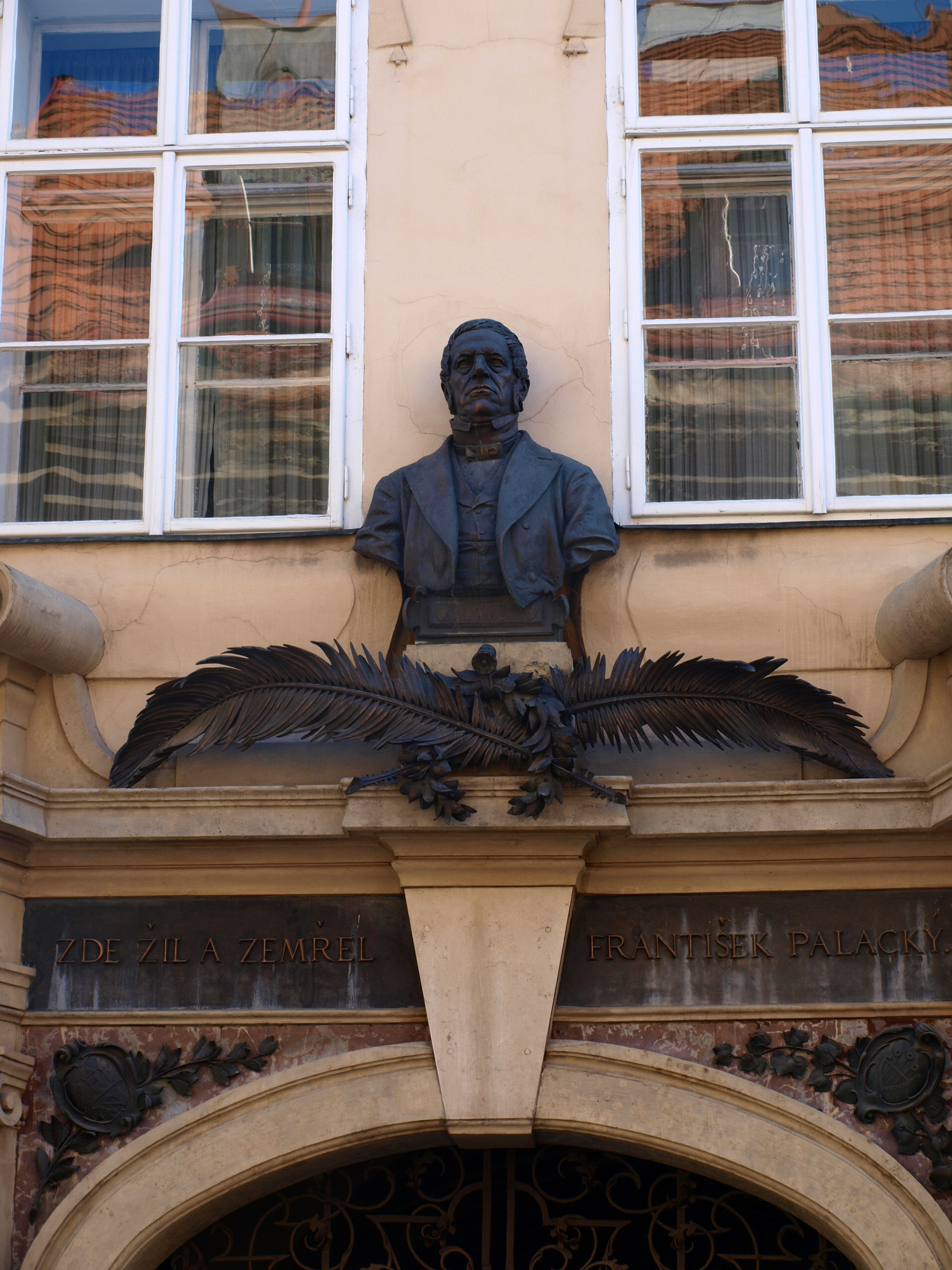
Palais Mac Neven, buste de František Palacký

A l'emplacement du palais se trouvaient auparavant deux maisons gothiques construites après 1370, qui appartenaient au monastère de l'Eglise Notre-Dame des Neiges.
Le bâtiment a été largement reconstruit à la Renaissance avant 1613.
L’apparence actuelle du palais est l’œuvre de Ignác Jan Nepomuk Palliardi, qui l'a transforme en style baroque pour le Baron Vilém MacNeven vers 1770. À partir de 1811, le palais appartenait à l'avocat Jan Měchura. Sa fille Terezie Měchurová a ensuite transmis le palais à František Palacký, qui y a vécu et y est décédé en 1876. Tout comme, en 1903, son beau-fils, František Ladislav Rieger.
L'appartement de František Palacký a été préservé. Il est accessible à la visite sur demande.